# Pteropsaron incisum
Pteropsaron incisum är en fiskart som beskrevs av Gilbert, 1905. Pteropsaron incisum ingår i släktet Pteropsaron och familjen Percophidae. Inga underarter finns listade i Catalogue of Life.